# كين دونيلي
كين دونيلي (بالإنجليزية: Ken Donnelly)‏ هو سياسي أمريكي، ولد في 15 يوليو 1950، وتوفي في 2 أبريل 2017. حزبياً، نشط في الحزب الديمقراطي.